# Čmelíny
Čmelíny település Csehországban, a Dél-plzeňi járásban. Čmelíny Kasejovice, Čížkov, Vrčeň, Tojice és Mohelnice településekkel határos. Lakosainak száma 132 fő (2024. január 1.).

## Népesség
A település lakosságának változását az alábbi diagram mutatja:
| Lakosok száma | 404  | 349  | 334  | 205  | 158  | 131  | 127  | 128  | 129  | 132  |
|               | 1869 | 1890 | 1921 | 1950 | 1980 | 2001 | 2017 | 2019 | 2022 | 2024 |